# Minae Mizumura
Minae Mizumura (水村 美苗, Mizumura Minae, (née en 1951), est une romancière japonaise. Ayant vécu jeune une vingtaine d'années aux États-Unis, elle y a écrit sa première œuvre, en anglais, un essai sur Paul de Man.
Elle est souvent dépeinte comme une romancière japonaise qui remet en question les frontières conventionnelles de la littérature japonaise. Ses romans ont été écrits après son retour au Japon. De nombreuses œuvres de Minae Mizumura ont souvent été décrites comme ayant un caractère humoristique, tout en ayant une résonance historique. Elles sont également connues pour leurs innovations formelles, comme l'utilisation de formats d'impression inhabituels au Japon et l'insertion de textes en anglais et d'illustrations photographiques. Parce qu'elle est retournée au Japon à l'âge adulte et qu'elle a choisi d'écrire en japonais malgré ses années aux États-Unis et son éducation en anglais, les critiques ont également mis en exergue son attachement envers la littérature japonaise. Son analyse et ses observations sur la disparition de la langue japonaise, détaillées dans son essai intitulé The Fall of the Japanese Language in the Age of English (La disparition de la langue japonaise à l'ère de l'anglais), ont attiré l'attention des grands médias et d'Internet. Dans le même ouvrage, elle a souligné l'importance de préserver la grande tradition littéraire établie à l'époque de la construction du Japon moderne.

## Présentation
Née à Tokyo en 1951 dans une famille de la classe moyenne, elle grandit à partir de 12 ans, avec sa famille, à Long Island, à New York. Ses années de lecture de la littérature européenne durant son enfance dans le Japon de l'après-guerre, et de la littérature japonaise moderne tandis qu'elle fréquente l'école secondaire américaine, servent plus tard de fondation pour ses romans. Après avoir étudié l'art à l'École du Musée des Beaux-Arts de Boston et le français à la Sorbonne à Paris, elle est diplômée en littérature française à l'université Yale.
Alors qu'elle est encore étudiante à l'université Yale, elle publie un essai sur les travaux du renommé critique littéraire Paul de Man à la suite de son décès. Le texte de Mizumura est intitulé Renunciation (DOI 10.2307/2929926) et est publié en 1985 dans le numéro 69 de la revue Yale French Studies (en). Paul de Man l'avait accompagné durant ses travaux de doctorat. Remarqué comme précurseur des études ultérieures sur le travail de cet auteur, ce texte lance sa carrière d'écrivaine.
Son premier roman, Zoku Meian, publié en 1990, après son retour au Japon est une suite, écrite dans la même logique, de l'œuvre inachevée de Natsume Sōseki, Meian [qui peut se traduire par : Clair-obscur]. Son deuxième roman Shishosetu from left to right, est une autobiographie romancée, et souvent humoristique, de sa vie aux Etats-Unis de son enfance jusqu'à la fin de son doctorat. C'est un Shi-shôsetsu, un roman du moi, une forme typique de la littérauture japonaise du XXe siècle. Les deux œuvres paraissent dans un premier temps en feuilleton dans le trimestriel édité par le critique littéraire Kōjin Karatani. Son troisième roman, Taro, Honkaku Shosetsu [Taro, un vrai roman], est une adaptation des Hauts de Hurlevent d'Emily Brontë dans le Japon de l'après-guerre. Il paraît d'abord en feuilleton dans la revue littéraire mensuelle, Shinchō.
Revenue aux Etats-Unis enseigner la littérature japonaise moderne à l'université Princeton, à l'université du Michigan et à l'université Stanford, elle réside en 2003 à l' International Writing Program de l'Université de l'Iowa, puis retourne à Tokyo.
Son essai paru en 2008 Nihongo ga Horobiru Toki – Eigo no Seiki no Nakade, soit (en anglais) The Fall of the Japanese Language in the Age of English [La disparition de la langue japonaise à l'ère de l'anglais], a également été très commenté.
Un nouveau roman est publié en 2012, Haha no isan [Héritage de la mère], une réflexion sur les mères et les filles, le mariage, la vieillesse et la résilience des femmes. C'est aussi une démystification de la mère japonaise, censée être patiente et désintéressée envers ses enfants, et d'un Japon qui doit encore faire face à son passé et à ses paradoxes.

## Principales parutions
- 1990 : Zoku Meian,  (ISBN 4101338116).
- 1995 : Shishosetu from left to right,  (ISBN 4480425853).
- 1998 : Tegami, Shiori wo Soete,  (ISBN 4022642718).
- 2002 : Taro, Honkaku Shosetsu, (en deux volumes  (ISBN 4-10-133813-2)  (ISBN 4101338140).
- 2008 : Nihongo ga Horobiru Toki – Eigo no Seiki no Nakade, Chikuma Shobo,  (ISBN 4480814965).
- 2009 : Nihongo de Yomu to iu koto, Chikuma Shobo,  (ISBN 9784480815019).
- 2009 : Nihongo de Kaku to iu koto, Chikuma Shobo,  (ISBN 9784480815026).
- 2012 : Haha no isan, Chuōkōronshinsha,  (ISBN 9784120043475)